# Melitaea boschmai
Melitaea boschmai är en fjärilsart som beskrevs av Curt Eisner 1942. Melitaea boschmai ingår i släktet Melitaea och familjen praktfjärilar. Inga underarter finns listade i Catalogue of Life.